# Coleophora albicornuella
Coleophora albicornuella é uma espécie de mariposa do gênero Coleophora pertencente à família Coleophoridae.